# Патерос (Вашингтон)
Патерос (енгл. Pateros) град је у америчкој савезној држави Вашингтон. По попису становништва из 2010. у њему је живело 667 становника.

## Демографија
Према попису становништва из 2010. у граду је живело 667 становника, што је 24 (3,7%) становника више него 2000. године.
| Група             | 2000.       | 2010.       |
| Белци             | 435 (67,7%) | 392 (58,8%) |
| Афроамериканци    | 0 (0,0%)    | 1 (0,1%)    |
| Азијати           | 2 (0,3%)    | 0 (0,0%)    |
| Хиспаноамериканци | 192 (29,9%) | 252 (37,8%) |
| Укупно            | 643         | 667         |